# انزروت

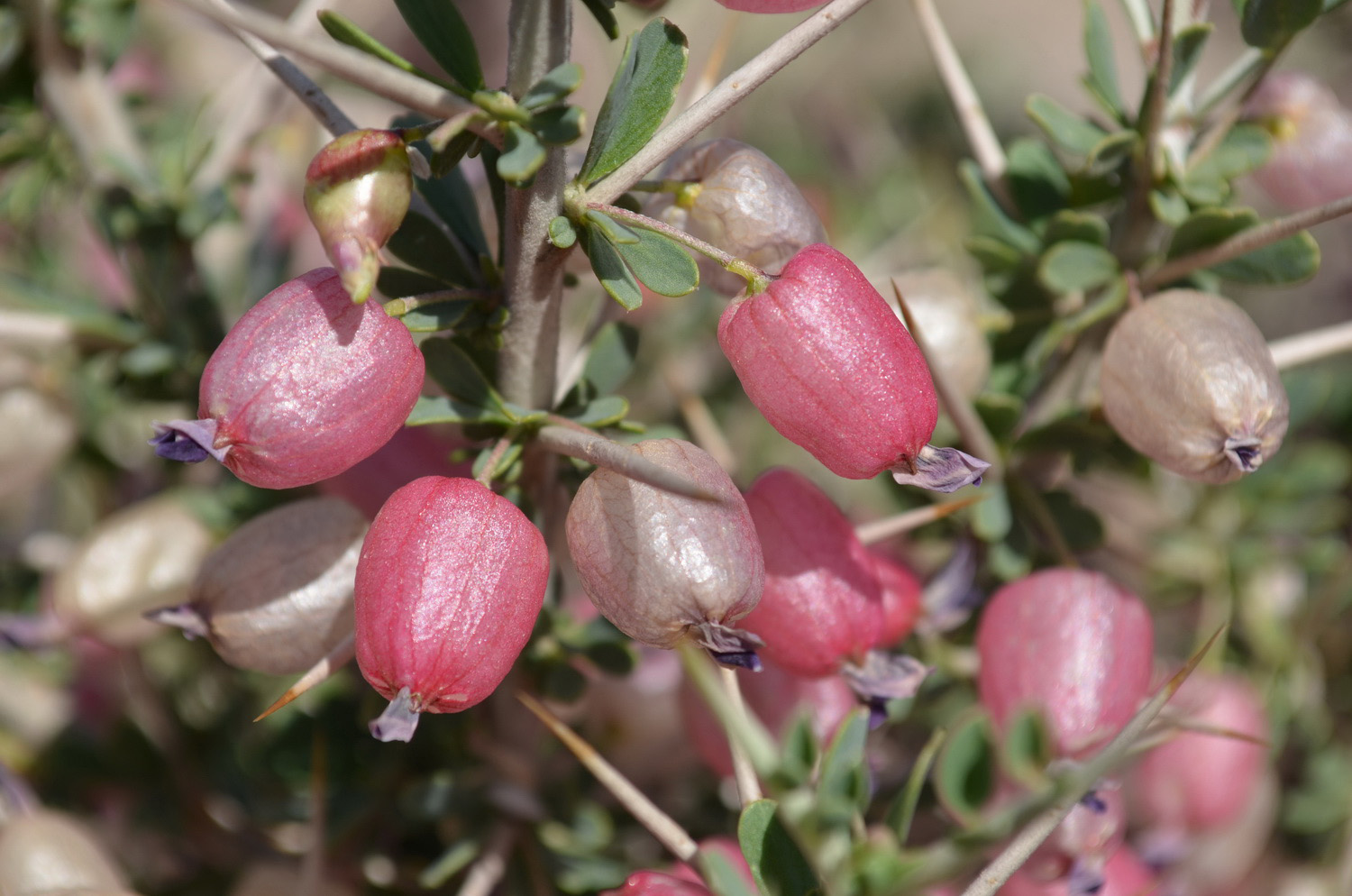
گل انزروت

انزروت، انزرتین یا کحل فارسی (نام علمی: Astragalus sarcocolla) گونه‌ای از سرده گون و درختچه‌ای بومی ایران است. این گیاه دارای ارتفاعی بین ۱ تا ۲ متر، خاردار و یک‌ساله است.
انزروت عمدتاً در جنوب ایران به خصوص سرزمین فارس، فارغان زمین به آن زَوَنگ می‌گویند می‌روید. برگ آن شبیه برگ مورد و کندر است و دارای صمغی است که و بهترین نوع صمغ آن سفیدرنگ و تازه است که ترد و طعم تلخ مخلوط با کمی شیرینی دارد. این گیاه معمولاً در اواخر زمستان و فصل بهار به گل می‌نشیند و گل‌های آن حالت بادکنک مانند دارد و به رنگ صورتی و سفید هستند.
انزروت ملین، ضد نفخ و مسهل صفرا است و برای درمان درد مفاصل، بلغم و گوش‌درد مفید است. مقادیر زیاد آن سمی است و خوردن ۲ گرم آن چون منافذ بدن را می‌بندد و به احشا می‌چسبد کشنده است. انزروت همچنین جنین را سقط می‌کند. چاق شدن، و خروم کرم معده و روده از دیگر فواید انزروت است.

## گیاه‌شناسی
در گذشته تصور می‌شد صمغ انزروت محصول گونه‌ای از مازریونیان به نام «Penaea mucronata» است. در سال ۱۸۷۹ ویلیام دایموک عنوان کرد این صمغ محصول گیاه انزروت است که خودش آن را «Astragalus sarcocolla» نامگذاری کرده بود. طبق گفته‌های مایرهوف این صمغ در دوران باستان به‌طور گسترده‌ای شناخته شده بود ولی عملاً از داروخانه‌های اروپایی ناپدید شده؛ با این حال هنوز در مشرق زمین به خصوص در داروخانه‌های قاهره کاملاً شناخته شده و مورد استفاده است.

## تاریخچه
جالینوس و دیوسکوریدس از قدرت انزروت در ترمیم زخم سخن گفته‌اند. پلینیوس نیز در قرن نخست میلادی استفاده از انزروت را در پزشکی و نقاشی گزارش می‌کند.
ابویوسف کندی، فیلسوف قرن هشتم، انزروت را به عنوان یکی از داروهای پرکاربرد برای درمان بیماران، از جمله برای جذامیان مورد استفاده قرار می‌داد.
ابن بیطار، گیاه‌شناس و داروساز سده سیزدهم، مفصل‌ترین توضیحات در مورد انزروت را بر اساس منابع یونانی و اسلامی و همچنین مشاهدات خود گرد آورده‌است. وی اعتقاد دارد صمغ انزروت باعث تحلیل رفتن چرک آبسه‌های عفونی و مانع بلوغ تومورها می‌شود، مخاط و لثه زرد را از بین می‌برد و درمانی برای التهاب چشم، به خصوص پلک‌های جمع شده و ترشح بیش از حد چشم است. صمغ همین‌طور یک ضد عفونی کننده قوی است، اما باعث ریزش موها نیز می‌شود. بهترین صمغ انزروت از دانه‌های خرد شده سفید مخلوط شده با روغن گردو تشکیل شده‌است. این صمغ را می‌توان با داروهای دیگر (از جمله ساگاپنوم، میرووبالانوم، سگل، مقل و غیره) در هم آمیخت. اما مصرف زیاد آن می‌تواند کشنده باشد؛ بنابراین، میزان مصرف نباید بیش از ۲٫۲۵ درهم (حدود ۶٫۵ گرم) باشد. با این حال، ابن بیطار اظهار می‌کند که زنان مصری بلافاصله پس از حمام، بیش از ۱۰۰ گرم صمغ انزروت همراه با خمیر خربزه زرد، به امید افزایش فربگی مصرف می‌کنند.
مارکوس گراکوس در سده سیزدهم در کتاب «Liber Ignium»، صمغ انزروت را از اجزای آتش یونانی برشمرده است. برونوس کالابریایی، جراح قرن شانزدهم، برای شکستگی جمجمه گچی را متشکل از صمغ انزروت، گاودانهٔ تلخ، خون اژدها و مر مکی توصیه می‌کند.